# Leptogenys ingens
Leptogenys ingens är en myrart som beskrevs av Mayr 1866. Leptogenys ingens ingår i släktet Leptogenys och familjen myror. Inga underarter finns listade i Catalogue of Life.

## Bildgalleri

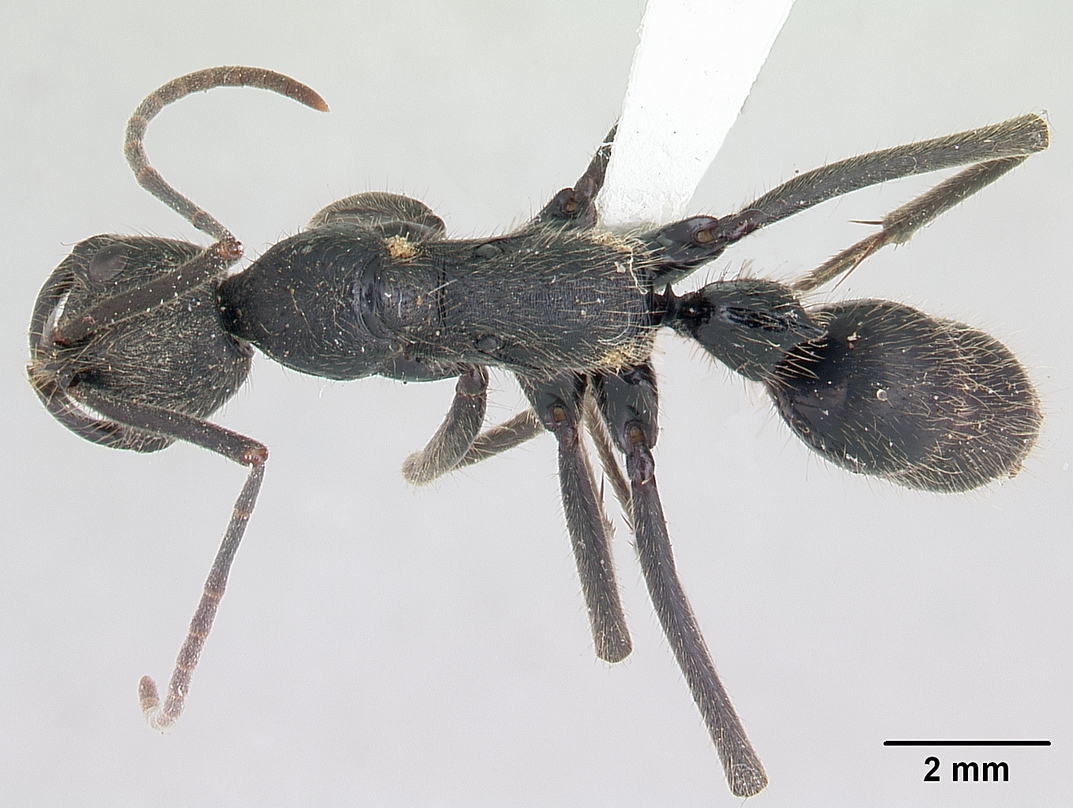
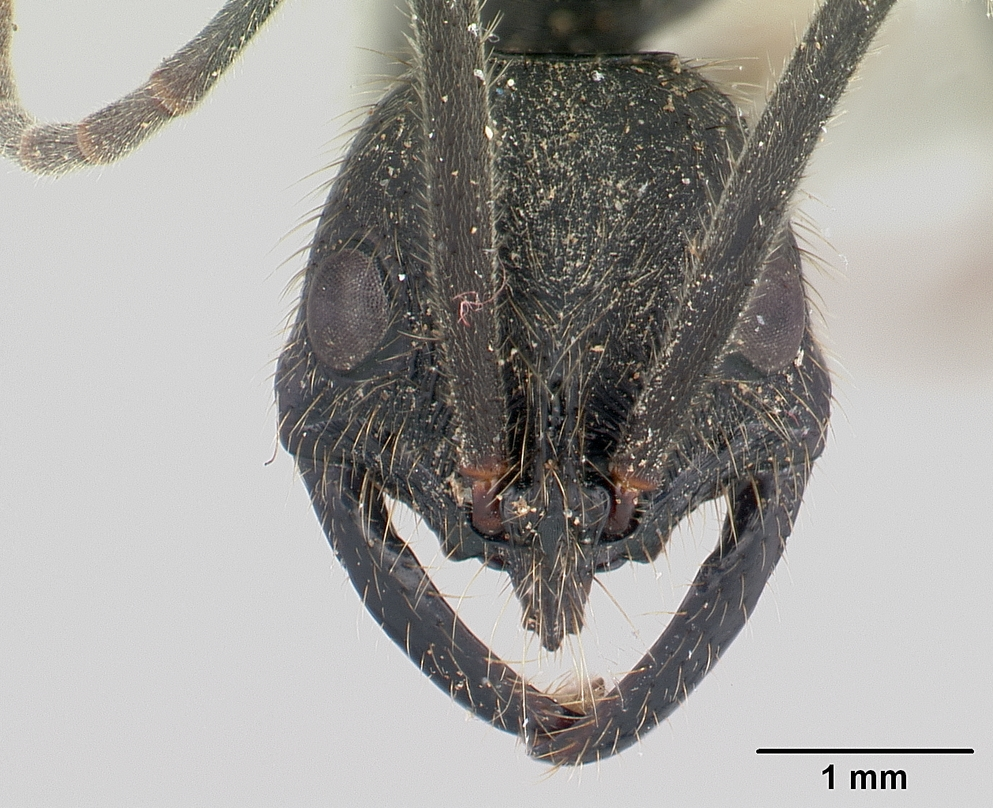
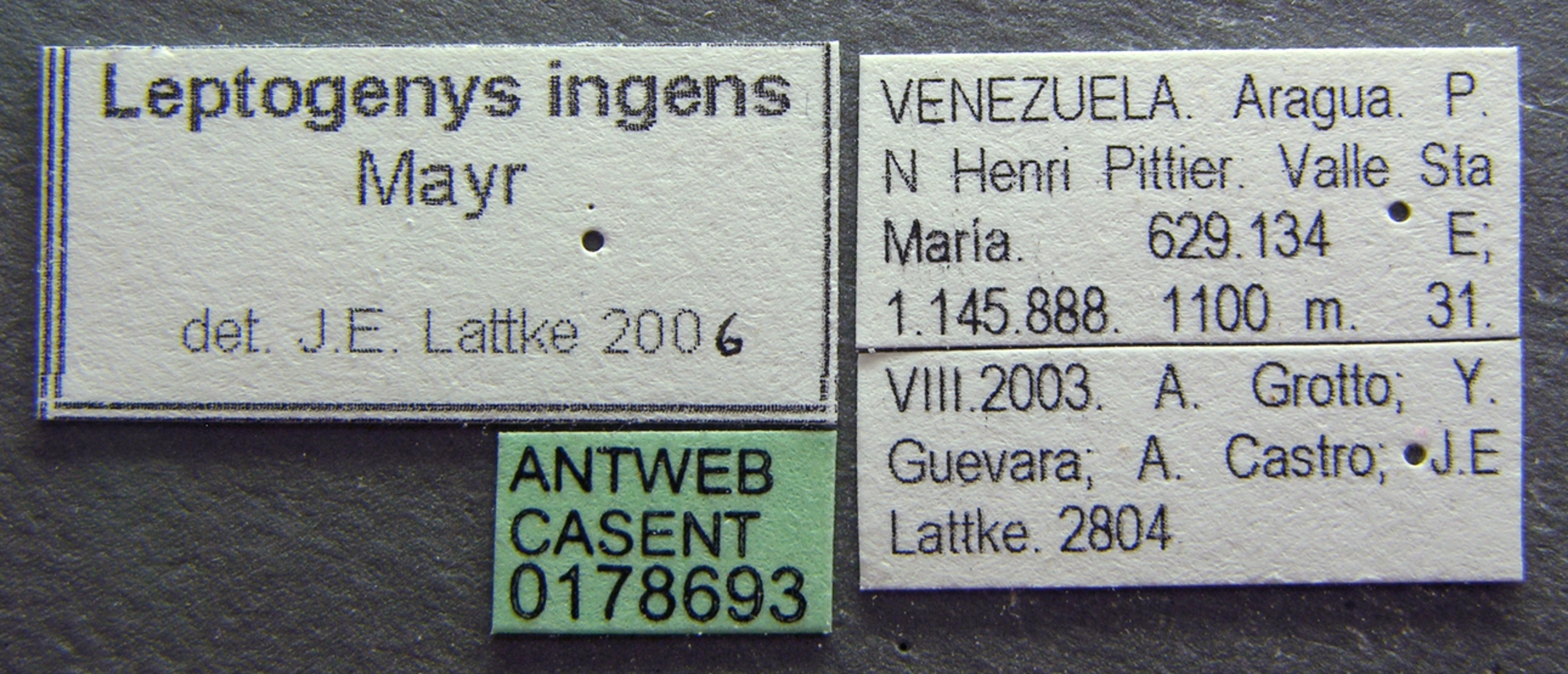
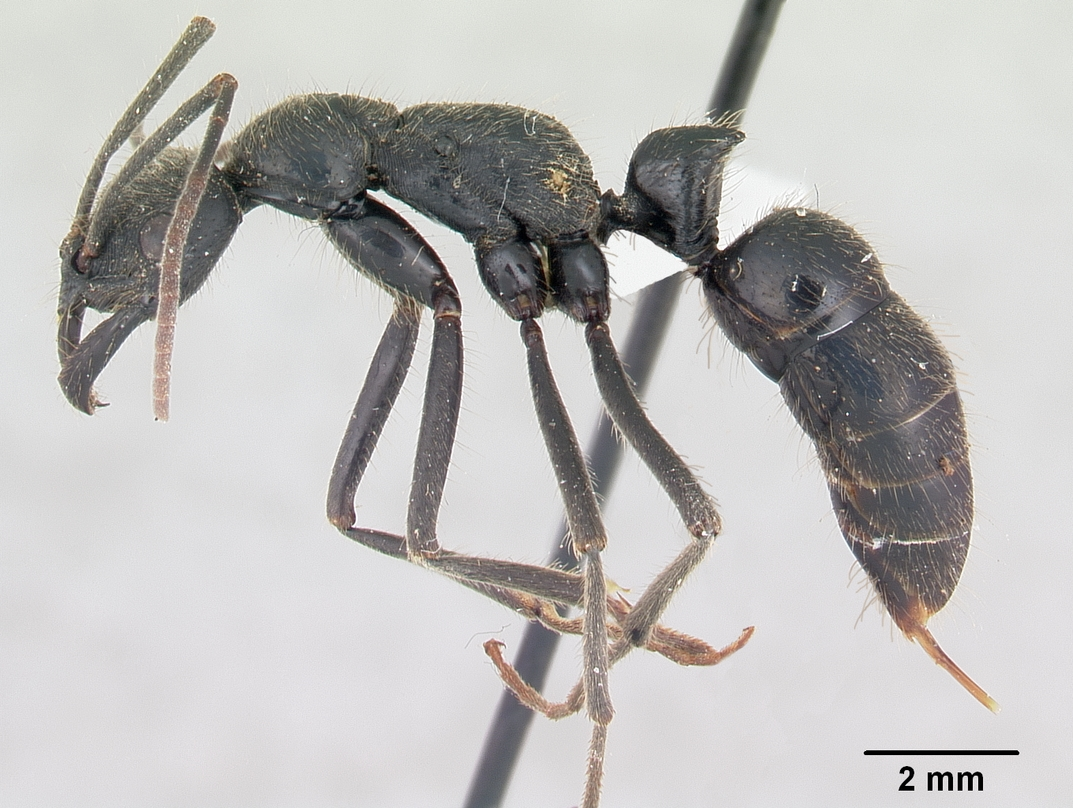
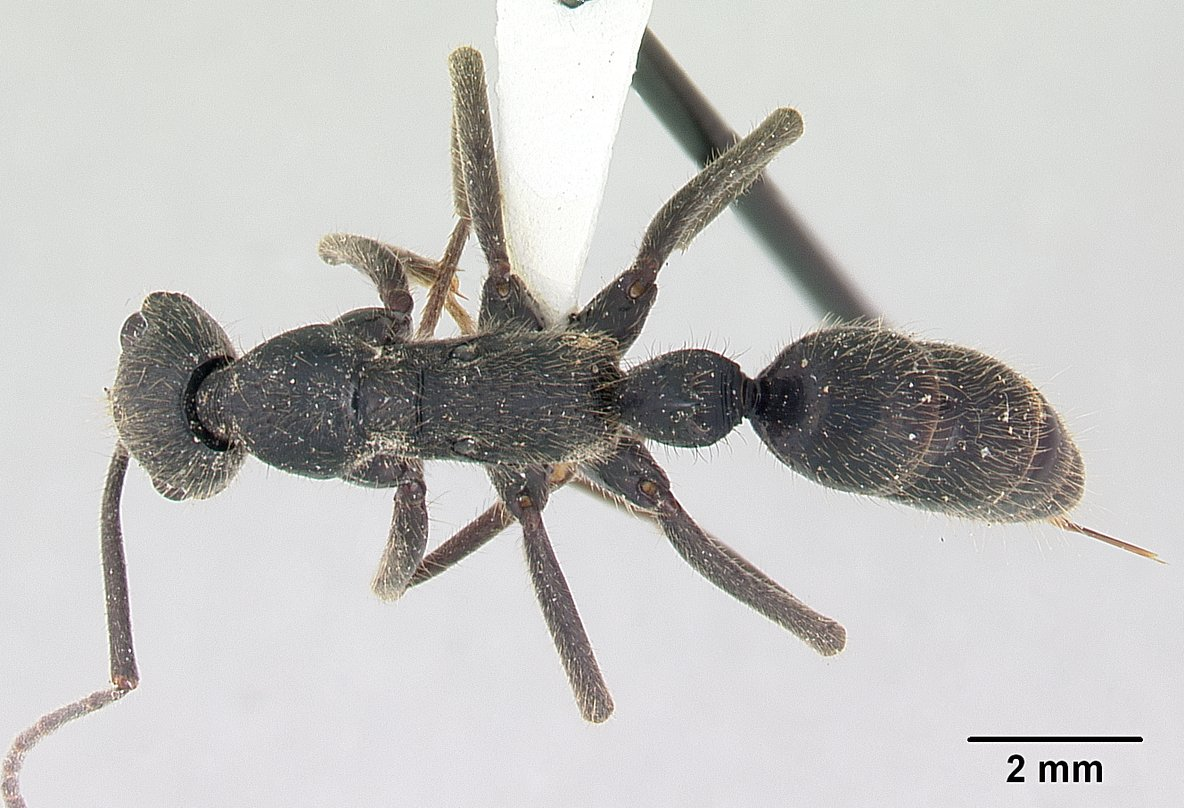
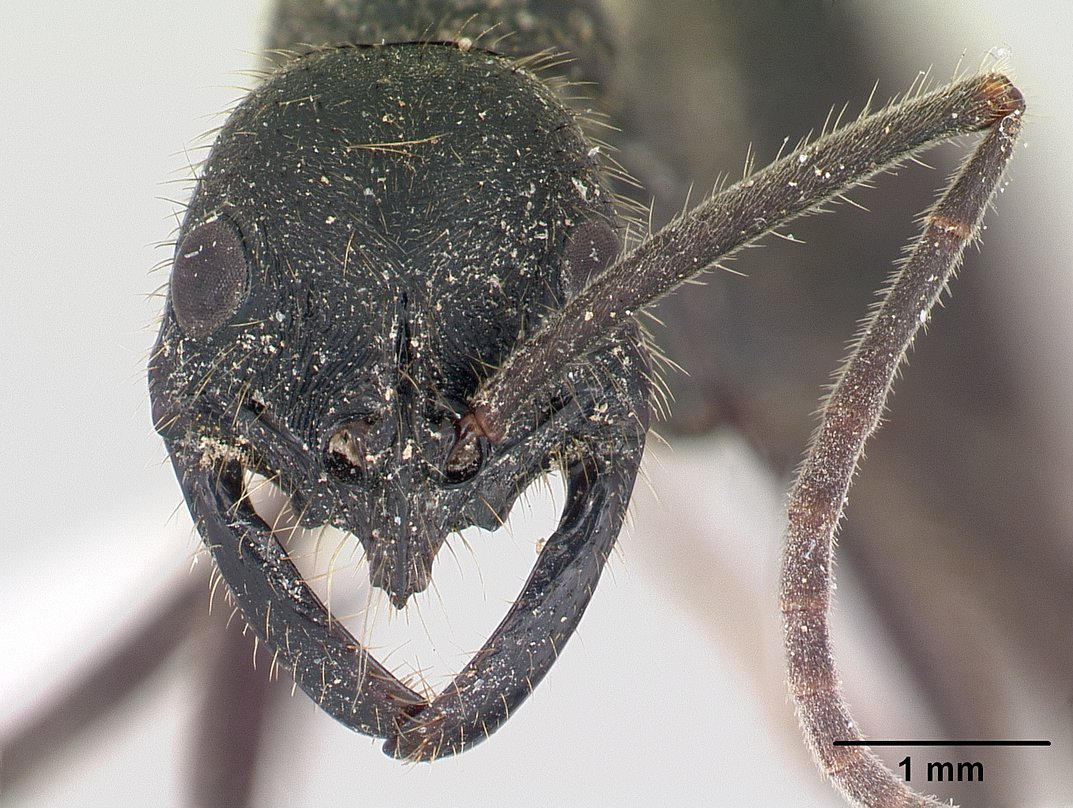